# Cenchrus biflorus
Espèce
Cenchrus biflorus, le cram-cram (ou cramcram) (en wolof : xaaxaam) est une espèce de plantes herbacées épineuses de la famille des Poaceae dont les graines s'accrochent aux vêtements. Elle est adaptée aux zones tropicales chaudes et sèches et se rencontre généralement sur les sols sableux.
Cette espèce fait partie du groupe des krebs, graminées sauvages faisant l'objet de cueillette dans la région sahélienne.

## Description

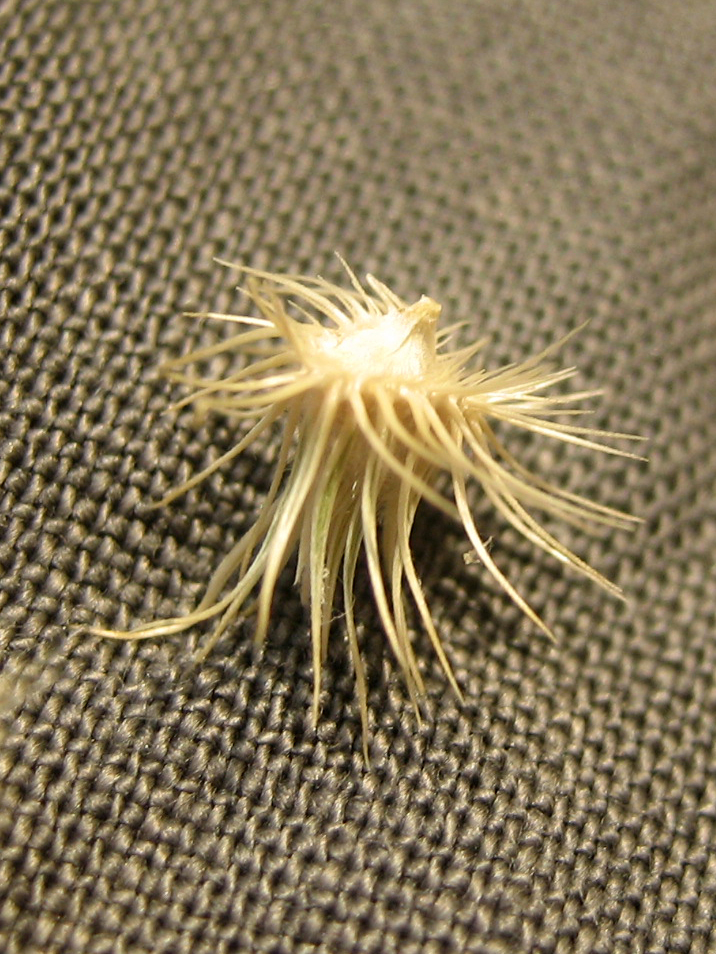
Épillet mûr accroché à un tissu.

Cenchrus biflorus est une espèce de plantes herbacées annuelles, cespiteuses, aux tiges (chaumes) géniculées ascendantes de 5 à 90 cm de haut.
Le limbe foliaire, linéaire ou lancéolé, à l'apex acuminé, mesure de 2 à 25 cm de long sur 2 à 7 mm de large. La ligule est une frange de poils de 2 mm de long.
L'inflorescence est une panicule spiciforme, linéaire, de  2 à 15 cm de long sur 9 à 12 mm de large, portant des groupes de 1 à 3 épillets sessiles, caducs, sous-tendus par un involucre de soies hérissées.
Les épillets fertiles, de forme ovale, comprimés dorsalement, acuminés, mesurant de 3,5 à 6 mm de long sur 1 à 1,5 mm de large, sont insérés entre deux glumes membraneuses, plus courtes que l'épillet. Ils comptent généralement deux fleurs : un fleuron basal stérile et un fleuron fertile (bisexué), sans extension du rachillet. Ces épillets se détachent entiers à maturité.
Le fruit est un caryopse oblong, ou orbiculaire, de 1,1 à 1,3 mm de long.

## Distribution
Cette espèce est commune en Afrique, dans les savanes du Sahel, au sud du Sahara.
Selon les critères botaniques du géographe Robert Capot-Rey, la limite nord de l'aire de répartition de Cenchrus biflorus définit la limite sud du Sahara,
Elle est également présente en Inde. Dans ce pays, ses graines sont utilisées dans la région du Mârvar (Rajasthan) pour faire du pain, soit seules, soit en mélange avec du bajra (Pennisetum glaucum').

## Taxinomie

### Synonymes
Selon Catalogue of Life (22 juin 2017) :
- Cenchrus annularis Andersson
- Cenchrus barbatus Schumach.
- Cenchrus catharticus Delile
- Cenchrus lapeta Ham. ex Stapf
- Cenchrus leptacanthus A.Camus
- Cenchrus niloticus Fig. & De Not.
- Cenchrus perinvolucratus Stapf & C.E.Hubb.
- Cenchrus rajasthanensis Kanodia & P.C.Nanda
- Cenchrus triflorus Aitch., orth. var.
- Elymus caput-medusae Forssk., nom. illeg.

### Liste des variétés
Selon Tropicos (21 juin 2017) (attention liste brute contenant possiblement des synonymes) :
- variété Cenchrus biflorus var. biflorus
- variété Cenchrus biflorus var. maritimus Lanza & Mattei

## Collecte
À maturité, les inflorescences épineuses tombent sur le sable en grandes quantités et s'agglomèrent en masses géantes qui roulent sous le vent, augmentant de taille à mesure qu'elles se déplacent. Pour les récolter, on les balaye avec des gerbes de paille ou des « peignes » géants, avant de les battre dans un mortier de bois et les vanner pour éliminer les épines et recueillir les savoureuses graines blanches.
Les graines se trouvent dans des inflorescences (épillets) épineuses. De la taille d'une épingle à cheveux, elles restent normalement dans leurs enveloppes (balle). Le battage pour les séparer n'est pas facile. Une manière documentée consiste à brûler légèrement la paille avant le battage.

## Utilisation

### Alimentation humaine
Cette céréale peu connue est consommée traditionnellement en Afrique. Elle présente un potentiel pour améliorer la nutrition, renforcer la sécurité alimentaire, soutenir le développement rural tout en favorisant le maintien de l'environnement.
Les graines sont consommées crues ou cuites. On les consomme en bouillies ou en mélange avec d'autres aliments.
Au Soudan, elles servent à préparer une galette mince appelée kisra, tandis qu'en Mauritanie, les grains moulus sont transformés en gâteaux.
En Inde, les grains mélangées avec du millet perle servent à faire du pain, ou bien, mélangées avec du sucre et du ghee, à préparer des aliments pour les enfants.
Les graines sont très nutritives. Elles ont une teneur en protéines et lipides plus élevée que la plupart des céréales.
L'analyse chimique indique un taux de protéines compris entre 19 et 21 % et une teneur en matières grasses de 8 à 9 % , se composant d'acide linoléique (42,5 %), d'acide oléique (27,2%), d'acide palmitique (22,0 %) et de traces d'acides gras.
Dans les zones de subsistance marginale, les graines sont récoltées régulièrement et constituent une part régulière de l'alimentation, mais ailleurs, du moins en partie à cause des inflorescences épineuses, ces graines sont considérées comme un aliment de famine et ne sont consommées qu'en cas de pénurie.
On prépare également avec ces grains une boisson rafraîchissante.
Dans les périodes de famine, on consomme également les feuilles dans le désert du Thar (Inde).

### Alimentation animale
Cenchrus biflorus  est une plante fourragère appréciable dans la zone sahélienne.
Cette plante est mieux consommée par le bétail avant la floraison, lorsque les tiges sont encore tendres. Elle fournit des pâturages riches et précieux en saison humide, de juin à août. C'est une plante qui résiste bien au broutage grâce à sa croissance rapide et sa forte aptitude au tallage en réponse au piétinement et la défoliation.
Lorsque les semences et leurs enveloppes épineuses sont tombées, Cenchrus biflorus fournit d'excellentes pâtures. C'est l'une des meilleures ressources disponibles au Sahel. On peut aussi la récolter en foin de bonne qualité.
On peut également la transformer en ensilage, ce qui permet d'attendrir les soies épineuses des épillets. Cela se fait par exemple en stockant l'herbe fanée et hachée, additionnée de 2 % de mélasse diluée pour augmenter la teneur en glucides, dans des sacs en plastique pendant au moins quatre semaines.
La plante se propage par semis et peut se diffuser sur de vastes étendues grâce à ses semences qui s'accrochent au pelage des animaux. Elle germe rapidement et domine les graminées ou légumineuses dans les cultures mixtes, en particulier dans les sols riches en azote. Au Sahel, on la cultive avec le gommier blanc (Acacia senegal)). Au Sénégal et au Tchad, elle produit jusqu'à 600 kg de matière sèche à l'hectare.